# 阿房宮

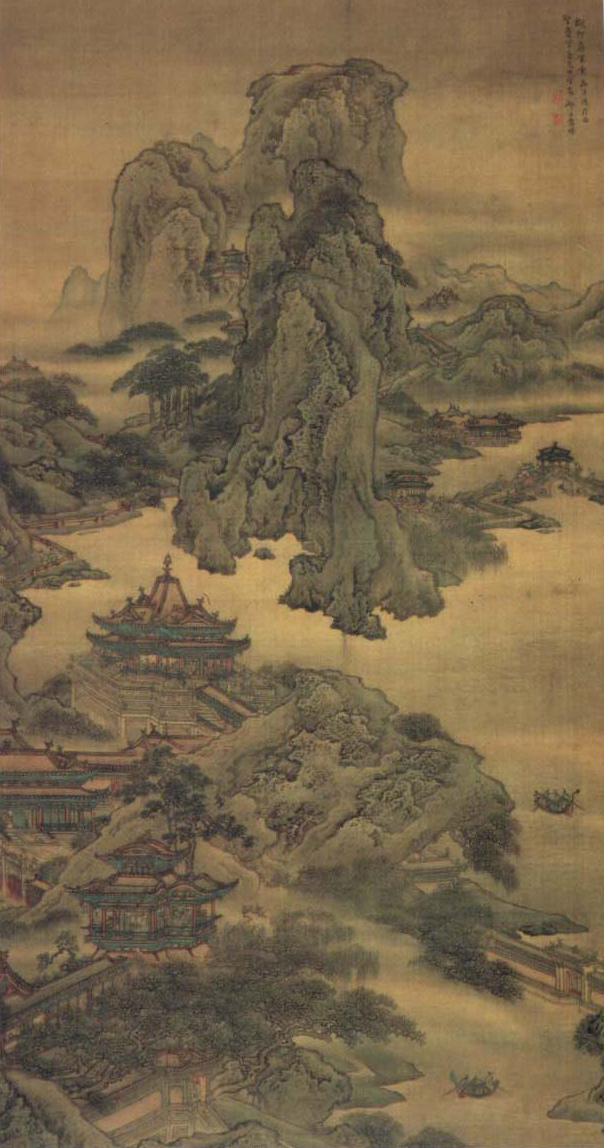
擬阿房宮図軸
（袁耀筆）

阿房宮（あぼうきゅう）は、秦の始皇帝が現在の阿房宮村に建設した宮殿である。秦帝国の首都であった咸陽からは渭水をはさんで南側に位置していた。現在の陝西省西安市未央区の西の13kmの三橋街道阿房宮村から遺跡が出土している。

## 概要
始皇帝が天下を統一し、秦の領土が広がり、咸陽の人口も増えると、かつて孝公の建てた咸陽の宮殿は手狭になった。そのため始皇帝は渭水の南にあたる上林苑に朝宮を建てる計画を立て、阿房の地にその前殿を造ろうとした。受刑者70万人あまりが動員されて、前殿（阿房宮）と驪山陵（始皇帝陵）の建造にあたらせた。阿房宮は紀元前219年に着工し、始皇帝の死後も工事が続いたが、秦の滅亡によって未完のままに終わった。阿房宮の名称は、当時の人々が地名にちなんで呼んだという説、宮殿の形が「四阿旁広」であることから命名された説、あるいは「宮阿基旁」であることから命名された説がある。

## 規模・容姿について

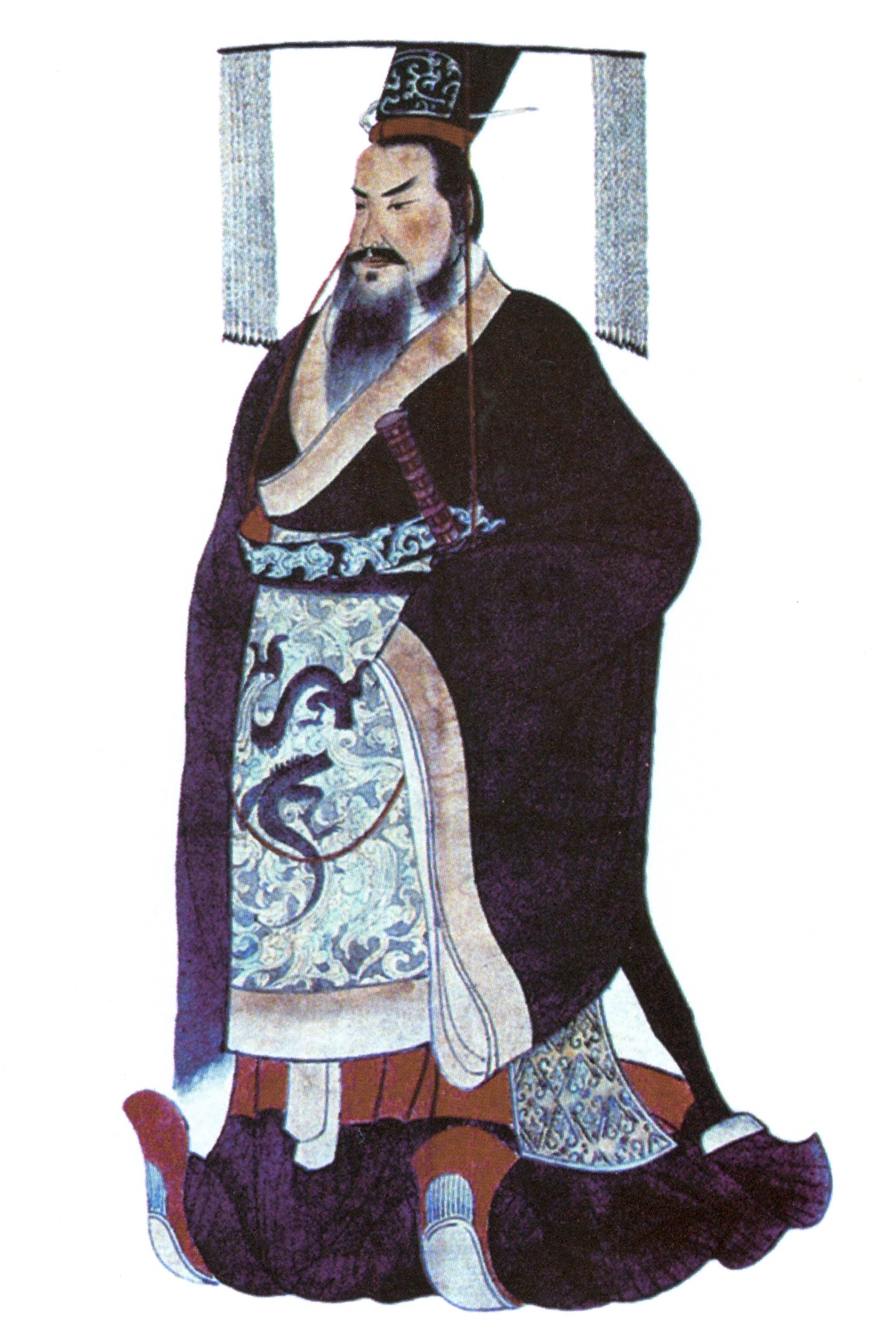
阿房宮を建設した始皇帝

阿房宮の規模については、諸説がある。その殿上には1万人が座ることができ、殿下には高さ5丈の旗を立てることができた。殿外には柵木を立て、廊下を作り、これを周馳せしめ、南山にいたることができ、複道を作って阿房から渭水を渡り咸陽の宮殿に連結した。これは、天極星中の閣道なる星が天漢、すなわち天の川を渡って、営室星にいたるのにかたどったものである。なおも諸宮を造り、関中に300、関外に400余、咸陽付近100里内に建てた宮殿は270に達した。このために民家3万戸を驪邑に、5万戸を雲陽にそれぞれ移住せしめた。各6国の宮殿を摹造し、6国の妃嬪媵嬙をことごとくこれに配し、秦の宮殿を造って秦の佳麗をこれに充てた。六国の珍宝は尽く咸陽に運ばれた。そこで、趙の肥、燕の痩、呉の姫、越の女などそれぞれ美を競って朝歌夜絃、「三十六宮渾べてこれ春」の光景をここに現出せしめた。唐代詩人の杜牧「阿房宮賦」(zh)に詠われたのは、必ずしも誇張ではない。「民力を搾取した秦の驕り」と「六国の財宝が散乱する様」を描写することで批判し、後世の統治者への警告とした。

## 阿房宮の構造と規模（杜牧『阿房宮賦』による描写）
杜牧（とぼく）の賦（ふ）『阿房宮賦（あぼうきゅうのふ）』は、秦の始皇帝が築いたと伝えられる阿房宮を、文学的誇張を交えて壮麗かつ巨大な建築群として描写している。

### 空間の規模
広大な敷地:「覆压三百余里」、宮殿群が 300里（約125キロメートル）以上にわたって広がり、土地を覆い尽くす様子を表現。
自然との一体化:「驪山北構而西折」、北の驪山（りざん）から建物が構築され、西へと屈曲して渭水（いすい）に至ると描写。

### 建築構造の特徴
複合的な楼閣群:「五歩一樓、十歩一閣」、5歩ごとに楼、10歩ごとに閣が立ち並ぶ密集した建築群。
曲折する回廊:「廊腰縵回」、回廊が 絹の帯のように曲がりくねり、建物を連結。
高く反る屋簷:「簷牙高啄」、屋根の軒先が 牙のように鋭く空へ向かって反り返る形状。
密集した配置:「各抱地勢、鉤心鬭角」、建物が地形に密着し、屋根の反りが **互いに絡み合い競う** かのような錯綜構造。

### 内部空間の描写
光と影の効果:「高低冥迷、不知西東」、高低差による複雑な影で 方角さえ見失う迷宮的空間。
気候の異なる区域:「一日之内、一宮之間、而気候不斉」、同じ宮殿内で地域ごとに気候が異なるという比喩的表現で広大さを強調。

### 象徴の描写
渭川と樊川の水流:「二川溶溶」、渭水と樊川（はんせん）の水が宮殿群を豊かに流れ潤す様子。
歌舞の熱気
「歌臺暖響、春光融融」、歌や踊りの熱気が 春光のように宮殿を満たすと表現。

### 財宝の描写
略奪品の収集:「燕趙之收藏、韓魏之経営、齊楚之精英」、滅亡した六国（燕・趙・韓・魏・齊・楚）から略奪した珍宝が収蔵されていることを強調。
堆積する財貨:「幾世幾年、取掠其人、倚疊如山」、幾世代もかけて民から収奪した財宝が山のように積み上げられている状態。
奢侈な浪費:「鼎鐺玉石、金塊珠礫」、青銅の鼎（かなえ）を鍋のように、宝玉を石ころのように、金塊を土塊のように、真珠を小石のように扱う常軌を逸した浪費。
棄損の描写:「秦人視之、亦不甚惜」、秦の宮廷人がこれらの珍宝をまったく惜しげもなく棄てる様子で批判を強める。

### 宮女の描写
略奪された女性群像:「妃嬪媵嬙、王子皇孫」、六国の后妃から王族の娘までが秦に連行されたと強調。「辭樓下殿、輦來於秦」、故国の楼閣を追われ、輦（御輿）で強制的に移送される悲劇。
奢侈な日常の虚構:「明星熒熒、開妝鏡也」、宮女たちの鏡が夜空の星のように無数にきらめく晨妝の光景。「緑雲擾擾、梳曉鬟也」、髪を梳る宮女の群れが緑の雲のように渦巻く視覚的比喩。

圧政の象徴的描写:「有不得見者、三十六年」、皇帝に一度も会えず36年間放置された宮女の存在で、非人道性を告発。「秦人視之、亦不甚惜」、財宝と同様、人間さえも消耗品扱いする秦の冷酷さ（財宝描写と重複表現で批判を強化）。

## 破壊

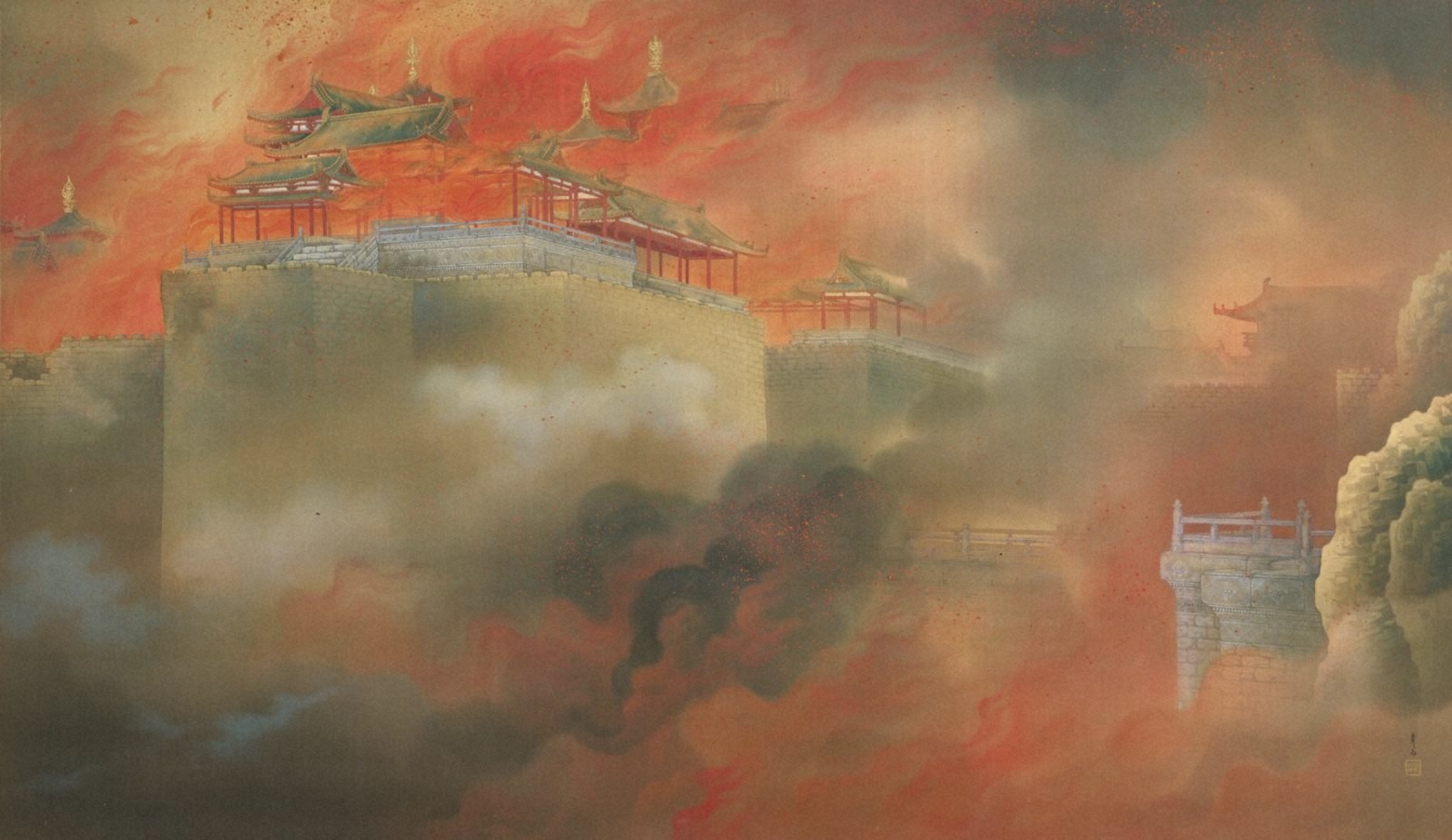
絹本彩色 阿房却火（木村武山筆）

なお『史記』項羽本紀に「項羽が咸陽に入り、秦王子嬰を殺害すると、秦の宮室は焼き払われ、3か月間にわたって火が消えなかった」とする記述があり、このとき阿房宮は焼失したものとみなすのが長らく通説であった。
しかし、2003年に「項羽によって焼かれたのは咸陽宮であり、阿房宮は焼かれていない」とする新説が公表された。これが事実であれば、阿房宮は秦王朝の滅亡後も漢王朝によって使用されていた可能性が高いと言える。

## 全国重点保護文化財指定
阿房宮遺跡は、1961年に中華人民共和国全国重点文物保護単位の第1次全国重点保護文化財に指定された。

## その他
日本の食用菊の品種の一つ（黄花八重大輪）に「阿房宮」と名付けられたものがある。